# دی‌بوک
دی‌بوک (به لاتین: Deybuk) یک منطقهٔ مسکونی در روسیه است که در شهرستان کایاکنتسکی واقع شده‌است.